# Écoles publiques de Cincinnati

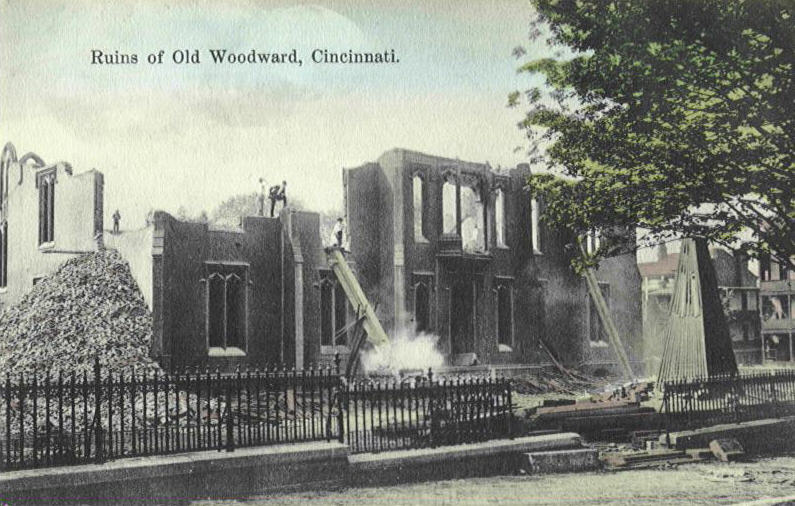
Écoles publiques de Cincinnati

Les Écoles publiques de Cincinnati (Cincinnati Public Schools) est un district scolaire à Ohio. Le district a son siège dans l'Education Center, Corryville, Cincinnati. Le conseil scolaire a un président, un vice-président, et cinq membres. Avec une superficie de 90 sqmi, district sert les cités de Cincinnati, Amberley Village, Cheviot et Golf Manor. Le district sert la plus grande partie du cité de Silverton et parties des cités de Fairfax et Wyoming. Le district aussi sert les parties des townships de Anderson, Columbia, Delhi, Green, Springfield, et Sycamore. Dans l'année scolaire de 2010-2011, le district a 33.748 étudiants.